# ユハース・ジュラ

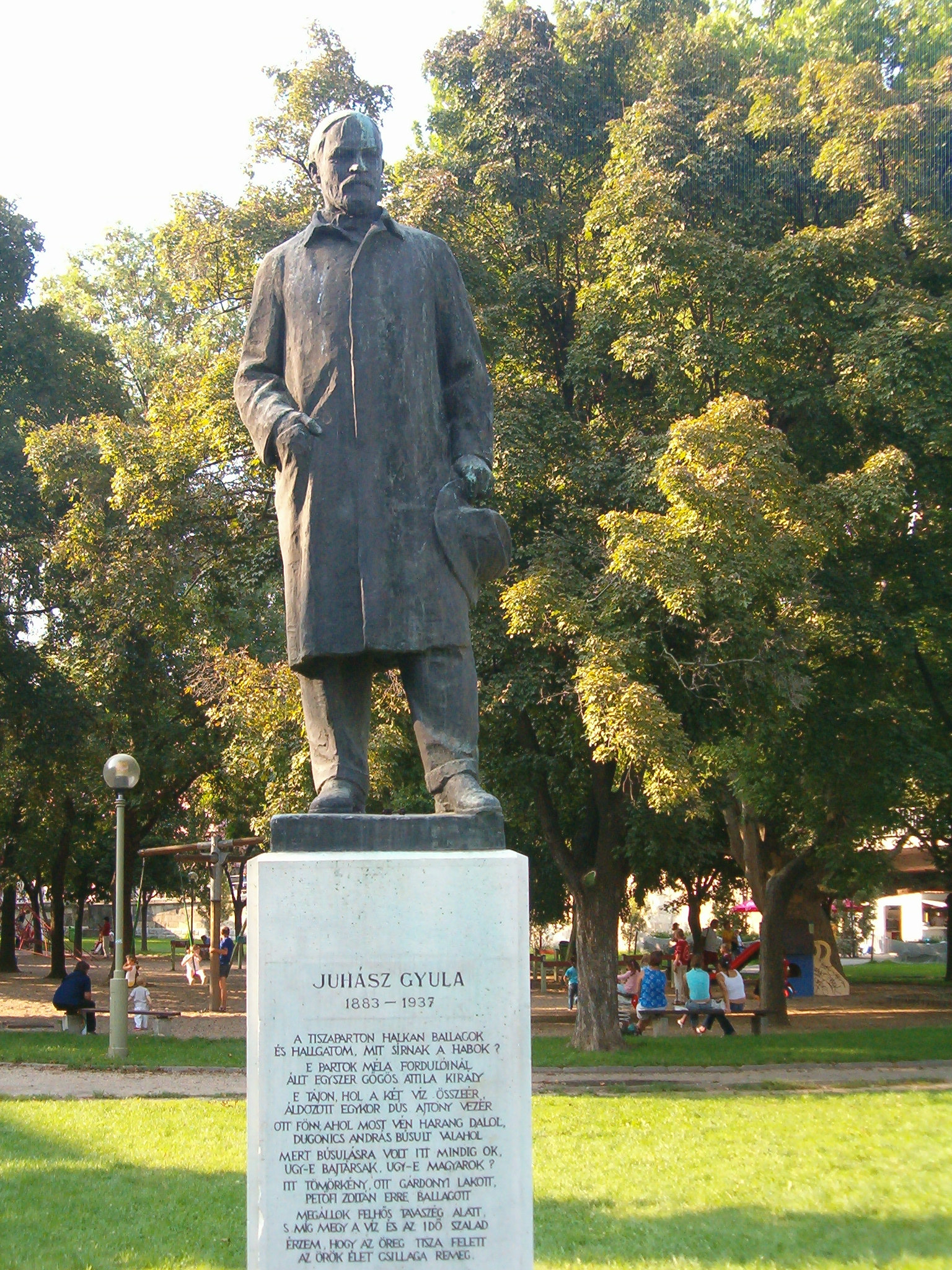
セゲドにあるユハース・ジュラの像

ユハース・ジュラ（Juhász Gyula, 1883年4月4日－1937年4月6日）は、ハンガリーの詩人。
1899年、セゲド日報に最初の詩が掲載される。1902年から1906年までブダペシュト大学に在学、バビチ・ミハーイ、コストラーニ・デジェーと出会う。